# پیانه کراتی
پیانه کراتی (به ایتالیایی: Piane Crati) یک کومونه در ایتالیا است که در استان کزنتزا واقع شده‌است.

## خصوصیات
پیانه کراتی ۲ کیلومترمربع مساحت و ۱٬۴۰۹ نفر جمعیت دارد و ۶۲۰ متر بالاتر از سطح دریا واقع شده‌است.